# Karl (häst)
Karl, född 13 april 2021, är en amerikansk travare, mest känd för att ha segrat i Breeders Crown 2YO Colt & Gelding Trot (2023). Han räknas till kulltoppen och var länge obesegrad. Han har lovordats av bland annat Yannick Gingras, som kallat honom för den bästa häst han någonsin kört.

## Bakgrund
Karl är en brun hingst efter Tactical Landing och under Avalicious (efter R.C.Royalty). Han föddes upp av Crawford Farms LLC, NY och ägs av Christina & Nancy Takter, Black Horse Racing, Crawford Farms Racing och Bender Sweden Inc. Han tränas av Nancy Takter och körs av Yannick Gingras.
Karl köptes för 135000 dollar på auktion i Lexington 2020. Han delar även födelsedag med Karl-Erik Bender, något som dock inte har med namnet att göra.

## Karriär
Karl började tävla som tvååring 2023. Han har tagit karriärens hittills största seger i Breeders Crown 2YO Colt & Gelding Trot (2023). Då han segrade i Breeders Crown 2YO Colt & Gelding Trot gjorde han det på tiden 1:51.4, vilket var nytt ban- och lopprekord för tvååriga hästar. I loppet besegrade han konkurrenten T C I.
I en division av Stanley Dancer Memorial blev Karl besegrad för andra gången i karriären, då hästen Sig Sauger segrade. Efter loppet sa Gingras att målet för Karl är Hambletonian Stakes.
Den 3 augusti 2024 segrade Karl i Hambletonian Stakes, framför Highland Kismet och Amazing Catch. Segern var Nancy Takters andra raka i loppet, samt Yannick Gingras första seger i loppet.